# Debrii
Debrii es el alias de Deborah Fields, un personaje ficticio que aparece en los cómics estadounidenses publicados por Marvel Comics. Creada por el escritor Zeb Wells y el artista Skottie Young, debutó en New Warriors vol. 3 #4. Poco se sabe sobre ella en este momento. Ella es una superheroína que evitó ser asesinada en los primeros planos de Civil War de Marvel al no reunirse con el equipo después de que su reality show fuera cancelado por primera vez en New Warriors vol. 3 #6.

## Biografía ficticia

### Nuevos Guerreros
Debrii fue presentada por el productor de televisión de Nuevos Guerreros, Ashley, y por eso fue el único miembro del equipo revisado de Night Thrasher que no fue elegido personalmente por él. La junta directiva de la compañía de televisión consideró que no había "fricción" en el equipo actual (todos se querían demasiado) y que el programa obtendría mejores calificaciones si se agregaba una cantidad desconocida al equipo. La personalidad abrasiva y antagónica de Debrii era perfecta en este sentido; No se llevaba bien con ninguno de los miembros del equipo, frecuentemente hacía comentarios sarcásticos sobre los poderes relativamente inútiles de Microbe y discutía constantemente con Namorita.

### Civil War
Debrii fue una de las ex Guerreras que sintió el aguijón del creciente movimiento anti-Nuevos Guerreros cuando su identidad secreta fue "revelada" en línea a través de un sitio de odio a los Nuevos Guerreros, después de lo cual su auto fue volcado y prendido fuego.
Después de la muerte de Black Goliath a manos de un Thor clonado, Debrii se vio obligado a involucrarse y se unió a los Vengadores Secretos del Capitán América.

### Iniciativa
Deborah ha sido identificada como uno de los 142 superhéroes registrados que forman parte del programa Iniciativa. Ella era una de las ex guerreras que fue acusada de la golpiza de Gauntlet. En verdad, fue su compañero recluta Slapstick quien cometió el crimen; estaba harto de que Gauntlet insultara a sus amigos muertos.
Más tarde, Debrii abandonó la Iniciativa, junto con Justice, Rage y Slapstick formando un equipo llamado Counter Force. Ella más tarde regresó al Campamento Hammond con el equipo, ahora llamándose a sí mismos los Nuevos Guerreros nuevamente, y luchó contra Ragnarok, el clon de Thor.
Debrii finalmente abandona el equipo y abandona el país para esconderse con los miembros de Heavy Hitters, Nonstop y Telemetry. Después de la caída de Osborn, ya no es una fugitiva, pero permanece en París, trabajando como la sarcástica jueza de un concurso de talentos televisivos, "Superpouvoir".

### Fear Itself
Durante la historia de Fear Itself, Debrii aparece en una reunión celebrada por Prodigio sobre martillos mágicos que se estrellaron contra la Tierra. Debrii y otros héroes luego luchan contra Juggernaut, quien se transformó en Kuurth: Breaker of Stone, en Las Vegas, Nevada. Ella y Rage luego aparecen rescatando a los sobrevivientes y ayudan al equipo en su batalla contra Chica Thor, quien había recuperado sus poderes designados.

## Poderes y habilidades
Los desechos se describen como un "imán telequinético de bajo nivel". Ella es capaz de mover masas de objetos enormes en su vecindad inmediata a voluntad, y es capaz de manipular muchos de esos objetos a la vez. Puede utilizar cualquier "escombro" a su alrededor para defenderse de los ataques o para atacar a sus enemigos. Durante la batalla de los Nuevos Guerreros con los robots intelectuales del Pensador Loco, ella tomó el control de una pila de chatarra, creó un caparazón en forma de un gran monstruo alrededor de su cuerpo y manipuló esta creación como arma.  
En la serie New Warriors, donde protagonizan un reality show, Debrii en realidad se considera un telequinético electromagnético de bajo nivel. Aunque es capaz de mover grandes cantidades de escombros, no puede levantar nada realmente pesado con sus poderes. También puede levitarse un poco (probablemente no más rápido ya que puede caminar cómodamente), pero en realidad no puede volar.

## Otras versiones

### Era de X
En la realidad de Age of X, una experiencia de memoria de Tempo reveló que una mujer parecida a Debrii fue capturada por la Liga Sapien y desfilada por la calle como una mutante peligrosa. Sin embargo, dado que las fuerzas antimutantes de esta realidad también apuntaron al Spider-Man no mutante como parte de su purga antimutante, esto no es una confirmación de que Debrii sea un mutante, incluso si la mujer anónima en los recuerdos de Tempo está Debrii.

## En otros medios
Debrii iba a aparecer en la serie de televisión de acción en vivo de Marvel Television New Warriors, interpretada por Kate Comer antes de que fuera cancelada.